# بوب ميرويتز
روبرت «بوب» ميرويتز (بالإنجليزية: Robert "Bob" Meyrowitz)‏ هو منشئ مشارك في بطولة القتال النهائي (يو إف سي).

## وصلات خارجية
- بوب ميرويتز على موقع ميوزك برينز (الإنجليزية)